# 原健也
原 健也（はら けんや、1993年10月4日 - ）は、宮崎県延岡市出身のハンドボール選手。日本ハンドボールリーグの湧永製薬所属。
実姉はハンドボール選手の原希美。

## 経歴
宮崎県立小林秀峰高等学校時代は2011年に全日本高等学校ハンドボール選手権大会（インターハイ）で優勝し、優秀選手賞を受賞。同年は第19回日・韓・中ジュニア交流競技会の日本代表に選ばれた。
高校卒業後は日本大学へ進学。2013年は関東学生ハンドボール・春季リーグで優秀新人賞を受賞。
2014年は第2回U-22東アジア選手権の日本代表に選出。同年の全日本学生ハンドボール選手権大会（インカレ）では優秀選手賞を受賞した。
2015年は春季リーグで敢闘賞を受賞し、秋季リーグで優秀選手賞を受賞した。インカレでは2年連続となる優秀選手賞を受賞。直後の11月に日本ハンドボールリーグの湧永製薬へ加入した。
2017年9月にスイスのレイカーズ・シュテファへ移籍。
2019年6月に古巣の湧永製薬へ復帰。

## 詳細情報

### 年度別成績
| 年       | チーム   | 試合 | フィールド 得点 | 率   | 7m  | 合計  | 警告 | 退場 | 失格 |
| -------- | -------- | ---- | --------------- | ---- | --- | ----- | ---- | ---- | ---- |
| 2015-16  | 湧永製薬 | 9    | 15/16           | .938 | 0/0 | 15/16 | 0    | 0    | 0    |
| 2016-17  | 湧永製薬 | 16   | 2/4             | .500 | 0/0 | 2/4   | 0    | 0    | 0    |
| JHL：2年 | JHL：2年 | 25   | 17/20           | .850 | 0/0 | 17/20 | 0    | 0    | 0    |

- 各年度の太字はリーグ最高

### 記録

#### 日本ハンドボールリーグ
- フィールドゴール初得点：2016年2月14日、対大同特殊鋼戦（山鹿市総合体育館）[12]

### 背番号
- 13 (2015年 - 2017年、2019年 - )
- 40 (2017年 - 2019年)